# Sri Aurobindo
Sri Aurobindo (Sri Ôrobindo) (1872. augusztus 15. – 1950. december 5.), születési neve Aurobindo Ghosh vagy Ghose (Ôrobindo Ghosh), indiai hazafi, szabadságharcos, filozófus, jógi, guru, és költő. Csatlakozott a brit uralom elleni indiai szabadságmozgalomhoz, amelynek az egyik befolyásos vezetőjévé vált. Később spirituális reformer lett, és megfogalmazta az emberi fejlődéssel és a spirituális evolúcióval kapcsolatos nézeteit.
Aurobindo indiai közszolgálati ösztöndíjjal a Cambridge-i Egyetemen (King’s College) végezte tanulmányait. Visszatérve Indiába, különböző közszolgálati feladatokat látott el Baroda Maharadzsája számára, és kezdett belekapcsolódni a politikába is. 1908-ban a brit uralom ellen íródott cikkei miatt bebörtönözték – ahol misztikus és spirituális tapasztalatokat élt át –, majd bizonyíték hiányában szabadon bocsátották. Ezt követően Pondicherry-be ment, véglegesen feladta a politikát, és kizárólag spirituális tevékenységet folytatott.
Pondicherry-ben Aurobindo egy új spirituális gyakorlati módszert fejlesztett ki, amelyet integrál jógának nevezett el. Koncepciójának központi témája az emberi életnek az isteni életbe való evolúciója volt. Egy olyan spirituális megvalósításban hitt, amely nem csak megszabadította az embert, hanem át is alakította annak természetét, ezzel lehetővé téve az isteni életet a földön. 1926-ban spirituális munkatársa, Mira Alfassa ("Az Anya") segítségével megalapította a Sri Aurobindo Asramot. 1950. december 5-én hunyt el. Aurobindo egyike volt az első indiaiknak, akik angolul hoztak létre egy irodalmi életművet.
Fő művei: Az Isteni Élet, amely az Integrált jóga elméleti aspektusaival foglalkozik; A Jóga Szintézise, amely gyakorlati útmutatást nyújt az Integrált jógához; és epikus költeménye, a Mahábhárata egyik epizódját feldolgozó, Szávitrí amelyben a szereplők az életükben megvalósítják az Integrált jógát. Egyéb főbb művei közt megtalálhatók még a Védák, az Upanisadok és a Gíta fordításai és a hozzájuk fűzött kommentárjai, és a társadalom spirituális fejlődésével foglalkozó művek.

## Életrajz

### Gyermekkor
Aurobindo Ghosh bengáli hindu családban Indiában, Nyugat-Bengálban, Kalkuttában (jelenleg Kolkata) született 1872. augusztus 15-én. Apja, Dr. Krishna Dhan Ghose, a bengáli Ragpur körzeti sebésze, anyja, Swarnalata Devi, az író és társadalmi reformátor, Rajnarayan Basu, lánya volt. Aurobindo ötéves koráig Ragpur-ban élt, ahova apját 1871 októberében helyezték át. Dr. Ghose-nak, aki korábban Nagy-Britanniában élt, és orvosnak tanult, eltökélt szándéka volt, hogy gyermekeit angol oktatásban és nevelésben részesítse, bármiféle indiai hatás nélkül. Ezért 1877-ben Aurobindo-t és két bátyját – Manmohan Ghose-t és Benoybhusan Ghose-t – Dardzsilingbe a Loreto Kolostor iskolájába küldte. Aurobindo apja ateista volt, aki azt szerette volna, hogy a fiai elvégezzék az Indiai Közszolgálathoz szükséges tanulmányokat Angliában.

### Anglia (1872–1893)

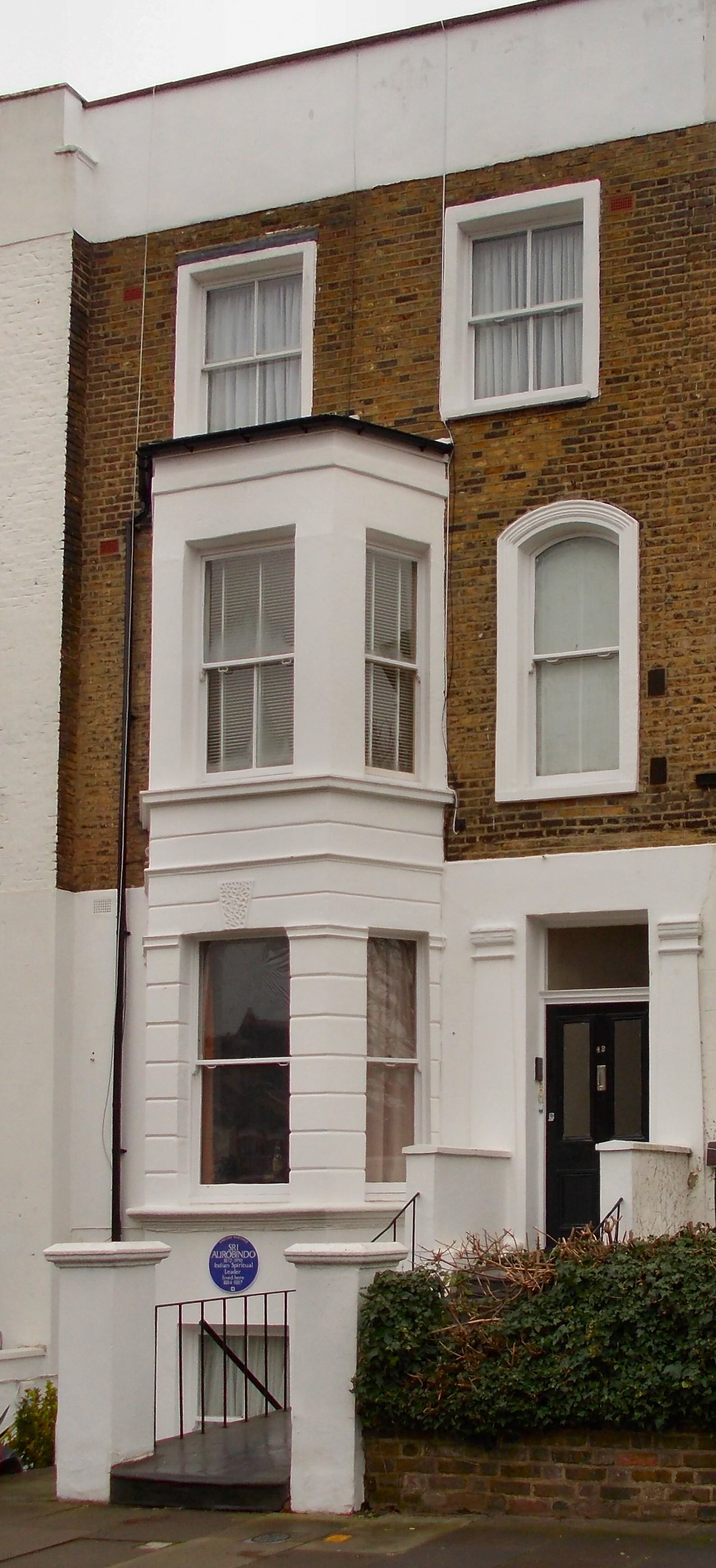
Sri Aurobindo otthona Londonban a St Stephen's Avenue-n, 1884-1887.

1879-ben, hétéves korában, két bátyjával együtt Angliába, Manchesterbe vitték, hogy ott európai nevelésben részesüljenek. A testvéreket egy angol lelkészcsaládnál, Drewettéknél helyezték el, akiket dr. Ghose a ragpuri brit barátain keresztül ismert. Drewették személyesen nevelték és tanították a fiukat, és meg lett nekik hagyva, hogy Indiáról és kultúrájáról ne is tegyenek nekik említést. 1880 és 1884 között, miközben a testvérei a Manchester Grammar School-ba jártak, Aurobindónak Mr. Drewett adott magánórákat latinból és Mrs. Drewett franciából, földrajzból és számtanból, amíg nem kezdte el tanulmányait Londonban, a St Paul's School-ban. Itt tanult meg görögül, az utolsó három évet pedig a szépirodalom, és különösen az angol költészet olvasásával töltötte, németből és olaszból önmaga elégséges tudásra tett szert, hogy eredeti nyelven tudja tanulmányozni Goethét és Dantét. Dr. Ghose arra vágyakozott, hogy a fiai átmenjenek a nagy presztízsű Indiai Közszolgálat (ICS) vizsgáján, de 1889-ben úgy tűnt, hogy csak a fiatal Aurobindónak van esélye, hogy teljesítse apja kívánságát, mert a bátyjai akkor már döntöttek jövőbeni pályafutásukról. Ahhoz, hogy ICS hivatalnokká váljanak, a diákoknak át kellett menniük egy nehéz versenyvizsgán, és kétéves tanulmányt is kellett folytatniuk egy angol egyetemen a próbaidőszakuk alatt. Korlátozott pénzügyi forrásai miatt, Aurobindo számára az egyetlen lehetőség az volt, hogy ösztöndíjat biztosít magának az egyik angol egyetemen, amit el is ért azzal, hogy a legjobbként átment a King’s College, Cambridge-i Egyetem ösztöndíj vizsgáján. Néhány hónappal később az ICS írott vizsgáját is teljesítette, ahol 11. volt 250 pályázó közül. A következő két évet King’s College-ban töltötte. A két év próbaidő végén bizonyossá vált Aurobindo számára, hogy nem akarja szolgálni a briteket, ezért nem jelent meg az ICS-hez szükséges lovaglás vizsgán, és ezért kizárták a Szolgálatból.
Az indiai Baroda Maharadzsája, Sayajirao Gaekwad III ez idő tájt Londonban tartózkodott. Aurobindo látogatást tett nála, és kinevezést nyert a Baroda Közszolgálatba, majd 1893 januárjában elhagyta Angliát. Aurobindo apját, aki arra várt, hogy fogadhassa fiát, Bombay-ból a megbízottja tévesen arról tájékoztatta, hogy a hajó, amelyen Aurobindo utazott, elsüllyedt Portugália partjainál. Dr. Ghose, akinek szervezete rossz egészsége miatt legyengült, nem bírta elviselni ezt a megrázkódtatást, és meghalt.

### Baroda (1893–1906)
Aurobindo kilenc évet töltött a barodai közszolgálatban, először a Kincstárnál és a Maharadzsa titkári hivatalában, ahol beszédeket írt az uralkodó számára, utána pedig az angol nyelv professzoraként, és végül a Baroda Főiskola igazgatóhelyetteseként. Ezek voltak az önművelődés, az irodalmi tevékenység évei – sok költemény ugyanis ekkor íródott azok közül, amelyek később Pondicherry-ben kerültek kiadásra –, és ez volt a jövőbeni munkájára való felkészülés időszaka is. Barodában belevetette magát az indiai kultúra alapos tanulmányozásába, megtanult szanszkritul és több modern indiai nyelven, és magába olvasztotta az indiai civilizáció szellemét, és annak múltbeli és jelen formáit. Elkezdett érdeklődni a India függetlenségi harcának politikája iránt, de ez a tevékenysége csak a színfalak mögött zajlott, mert a barodai pozíciójából kifolyólag el volt tiltva a közszerepléstől. Ellenállási csoportosulásokkal került összeköttetésbe Bengáliában és Madhja Pradesben, amikor ezekbe az államokba utazott. Kapcsolatot létesített Lokmanja Tilakkal és Nivedita Nővérrel. Barodai tartózkodása során több cikke is megjelent az aktuális a politikai szituációról az Induprakas c. hetilapban, amelynek főszerkesztője, K.G. Deshpande barátja volt a cambridge-i időszakából. Barodában adta ki A Risi c. első verseskötetét.

### Kalkutta
Aurobindo többször ellátogatott Bengáliába, először azért, hogy helyreállítsa a kapcsolatot a családjával és más bengáli rokonaival, többek között unokatestvérével, Szarodzsinivel és öccsével, Barinnal, később pedig azért, hogy egyre inkább azért, hogy ellenállási csoportokat hozzon létre Bengáliában. De ténylegesen csak 1906-ban költözött Kalkuttába, Bengália felosztását követően. 1901-ben, kalkuttai látogatása során feleségül vette Mrinalinit, Bhupal Csandra Bos, egy magas beosztású hivatalnok lányát.

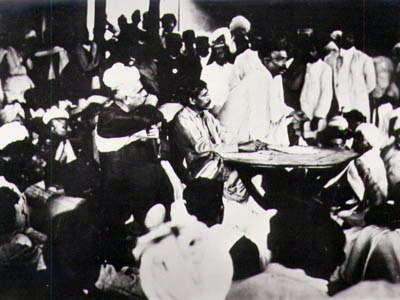
Sri Aurobindo a Nemzetiek egyik gyűlésén elnököl a Surat Kongresszus után, 1907.

Aurobindóra hatást gyakoroltak a tanulmányai során szerzett ismeretei a középkori Franciaországban Anglia ellen kitört lázadásokról és felkelésekről, illetve az Amerikában és Olaszországban kirobbant forradalmakról. A nyilvánosság előtt elfogadta az együtt nem működést és a passzív ellenállást, de foglalkozott titkos forradalmi tevékenységgel is, a nyílt felkelés előkészítéseként, amennyiben a passzív ellenállás kudarcot vall.
Bengálban Barin segítségével kapcsolatokat épített ki a forradalmárokkal, olyan radikálisokat lelkesítve, mint Bagha Jatin, Jatin Banerjee, Surendranath Tagore. Ifjúsági klubok alakításában is segédkezett. 1902-ben segített megalapítani Kalkuttában az Anushilan Samitit.
Bengália felosztását követő zavargás alkalmat nem biztosított az Indiai Nemzeti Kongresszus által addig képviselt mérsékelt reformistánál haladóbb és közvetlenebb politikai mozgalom számára, hogy a nyilvánosság elé lépjen. Ebből a célból érkezett 1906-ban Aurobindo Bengáliába, és csatlakozott az Új Párthoz, ahhoz a kis létszámú és még nem nagy befolyású, haladó csoporthoz, amely nemrég alakult a Kongresszuson belül. Ennek a pártnak a politikai nézete az együtt-nem-működés elég homályos szentírása volt; tevékenységében még nem ment tovább néhány eredménytelen összecsapásnál a Mérsékeltek vezetőivel az éves Kongresszus gyűlésén. Aurobindo meggyőzte az Új Párt bengáli vezetőit, hogy egy Egész-India pártként lépjenek fel nyilvánosan, világos és érdeklődésre számot tartó programmal, indítványozzák a népszerű Maratha vezető, Bal Gangadhar Tilakot az élére, és hogy intézzenek támadást az akkoriban túlsúlyban lévő, gyakorlott politikusokból álló Mérsékeltek (Reformista vagy Liberális) oligarchája ellen, és szerezzék meg tőlük a Kongresszust és az országot. Ez volt az eredete a Mérsékeltek és a Nemzetiek (akiket az ellenfeleik Szélsőségeknek hívtak) küzdelmének, ami két év alatt teljesen megváltoztatta az indiai politika arculatát.
Az újonnan alakult Nemzeti párt céljaként a Szvaradzsot (függetlenséget) határozta meg, szemben a Mérsékeltek gyarmati önkormányzatának távoli reményével, amelynek megvalósulását egy vagy két évszázad távlatában képzelték lassú előrehaladással vagy reformmal; a Nemzetiek a függetlenség végrehajtása eszközeként egy olyan programot tűztek ki célul, amely, bár részleteiben nem, de szellemében hasonlított a néhány évvel később megjelent Sinn Féin politikájához, és sikeres eredményhez vezetett Írországban. Ennek az új politikának az alapelve a saját erőből való boldogulás volt; egyik oldalon a nemzet erőinek hatékony megszervezését célozta, másik oldalon pedig teljes együtt-nem-működést hirdetett a végrehajtó hatalommal szemben. Aurobindo reménykedett abban, hogy megszerzik a Kongresszust, és hogy azt egy szervezett nemzeti akció irányító központjává teszik, állammá az államban, amely addig folytatja a szabadságharcot, amíg ki nem vívják azt. Rávette a pártot, hogy az elismert sajtóorgánumaként fogadja el és finanszírozza a Bande Mataramot, az újonnan alapított napilapot, amelynek akkor ő volt a helyettes főszerkesztője. A Bande Mataram – amelynek irányvonalát teljesen Aurobindo határozta meg az 1907-es megjelenésétől az 1908-as hirtelen megszűnéséig, amikor is börtönbe került – szinte azonnal közkézen forgott egész Indiában. Rövid, de jelentős következményekkel járó fennállása során megváltoztatta India politikai gondolkodását, amely attól fogva alapjában, még a későbbi fejlemények között is, megtartotta ennek bélyegét.
Aurobindo ellen 1907-ben zendülés miatt vádat emeltek, majd felmentették. Ez az esemény és más vezetők bebörtönzése arra kényszerítette az eddigi szervezőt és írót, hogy Bengáliában a párt elismert vezetőjeként lépjen előtérbe, és hogy első alkalommal szónokként jelenjen meg az emelvényen. Ő elnökölt 1907-ben Suratban a Nemzetiek gyűlésén is, ahol a Mérsékeltek és Nemzetiek összecsapásában a Kongresszus részekre szakadt.
1908 májusában letartoztatták az Alipur Összeesküvési Ügyben, amely szerint bele volt vonva az öccse, Barindra, vezette forradalmi csoport mesterkedéseibe; de semmilyen megalapozott bizonyítékot nem tudtak ellene felhozni, és ebben az ügyben is felmentették. Egyéves vizsgálati fogvatartásából Alipur börtönében, 1909 májusában szabadult, és azzal szembesült, hogy a párt szervezete szétesett, vezetése szétszóródott a bebörtönzések, száműzések és az önként vállalt száműzetések következtében, és hogy a párt, bár maga még megvolt, elnémult és elbátortalanodott, és képtelen volt bármiféle energikus cselekvésre. Majdnem egy évig erőlködött a Nemzetiek egyetlen megmaradt vezetőjeként Indiában, segítség nélkül, hogy a pártot újjáélessze. Erőfeszítését támogatandó ekkor jelentetett meg egy angol nyelvű hetilapot, a Karmayogin-t és egy bengáli hetilapot, a Dharmát. Végül azonban kénytelen volt beismerni, hogy a nemzet még nincs eléggé felkészülve rá, hogy megvalósítsa a politikáját és a programját.

### A politikától a spiritualitásig
A bírósági tárgyalás egy teljes évig tartott, de Sri Aurobindót végül szabadon bocsátották. A védőügyvédje Chittaranjan Das volt. A felmentő ítélet alkalmából meghívták Sri Aurobindót, hogy mondjon beszédet Uttarparában, ahol először beszélt egyes tapasztalatairól a börtönben.
Sri Aurobindo Vivékánanda hangját hallotta a Alipor börtönében, és érezte a jelenlétét is.
Aurobindónak különböző tapasztalatai voltak már Indiába történő visszatérése óta, amikor még nem volt tudomása semmiféle jógáról, és azt sem tudta, mi az a jóga.
Barin 1907-ben mutatta be Aurobindót Visnu Baskár Lelének, egy Maharastra jóginak, akinek az útmutatása nagy hatást gyakorolt rá. Ő tanította arra, hogy csak a belső támaszkodjon, és nem lesz szüksége semmilyen más külső gurura vagy vezetőre.
1910 februárjában visszavonult egy titkos helyre Chandannagore-ba, majd április elején elhajózott Pondicherry-be (Pondichéry), Francia Indiába. Ekkor emeltek vádat harmadszor is ellene egy aláírt cikk miatt a Karmayoginban, távollétében a vádat a lap nyomdászára terelték rá, akit elítéltek, de az ítéletet fellebbezésre megsemmisítette a kalkuttai Legfelsőbb Bíróság. Így harmadszor is megbukott ellene a vádemelés.
Sri Aurobindo azzal a szándékkal hagyta ott Bengáliát, hogy kedvezőbb körülmények között majd visszatér a politika területére; azonban annak a spirituális munkának, amelyhez hozzáfogott, a nagyszabású jellege nagyon hamar nyilvánvalóvá tette számára, hogy minden energiáját kizárólagosan erre kell koncentrálnia. Végül megszakította a kapcsolatot a politikával, ismételten visszautasította a Nemzeti Kongresszus elnöki posztjának elfogadását, és teljes visszavonultságba élt.

### Pondicherry
1910-től, Pondicherry-ben való tartózkodása során, egyre jobban és kizárólagosan a spirituális munkájának és a szadhanájának szentelte magát.
1914-ben négy év csendes jógát követően elkezdte egy filozófiai folyóirat, az Árja [Arya] kiadását. Fontosabb műveinek többsége, Az Isteni Élet [The Life Divine], A Jóga Szintézise [The Synthesis of Yoga], az Esszék a Gítáról [Essays on the Gita], Az Isa Upanisad [The Isha Upanishad] az Árjában jelent meg folytatásban. Ezek a művek sokat kifejezésre juttatnak abból a belső tudásból, amihez a jóga gyakorlása során hozzájutott. Más művei az indiai civilizáció és kultúra szellemével és jelentőségével (Az Indiai Kultúra Alapjai [The Foundations of Indian Culture]), a Védák igazi jelentésével (A Véda Titka [The Secret of the Veda]), az emberi társadalom fejlődésével (Az emberiség Ciklusa [The Human Cycle]), a költészet természetével és evolúciójával (A Jövő Költészete [The Future Poetry]), az emberiség egyesülésének lehetőségével (Az Emberi Egység Eszménye [The Ideal of Human Unity]) foglalkoztak. Ebben az időben kezdte el kiadni az Angliában és Barodában írt költeményeit is, és azokat is, amelyeket politikai aktivitásának az időszakában és Pondicherry-ben való tartózkodása első éveiben írt. Az Árja 1921-ben szűnt meg, hat és fél év megszakítatlan megjelenést követően. Évekkel később Sri Aurobindo ezek közül néhányat átdolgozott, mielőtt könyv formában is kiadásra kerültek.
Sri Aurobindo először visszavonultan élt Pondichery-ben négy vagy öt tanítvánnyal. Később egyre többen kezdtek jönni hozzá, hogy kövessék spirituális ösvényét, és ez eredményezte 1926-ban a Sri Aurobindo Asram létrejöttét. 1926-ban írta alá a nevét először "Sri Aurobindo"-nak.
Ezt követően hosszú ideig Sri Aurobindo fő irodalmi teljesítménye a sok kötetre terjedő levelezése volt a tanítványaival. Leveleinek száma, amelyek többségét az 1930-as években írta, több ezret tesz ki. Sok közülük rövid megjegyzésből áll, amelyeket jegyzetfüzeteinek margójára írt, válaszul a kérdéseikre, vagy a spirituális gyakorlatuk beszámolójához; mások több oldalas terjedelmű, gondosan megfogalmazott magyarázatok tanításának gyakorlati aspektusaihoz. Ezeket később összegyűjtötték, és könyv formában is kiadták a Levelek a Jógáról három kötetében. Az 1930-as évek végén ismét elkezdett dolgozni egy korábbi költeményén, és élete végéig folytatta ennek a műnek a kiegészítését és átdolgozását. Talán ez lett a legnagyobb irodalmi teljesítménye: a Szávitrí, egy körülbelül 24 000 soros epikus spirituális költemény, rímtelen versben.
Sri Aurobindo 1950. december 5-én hunyt el, rövid betegséget követően.

## Az Anya
Sri Aurobindo közeli spirituális munkatársa, Mirra Richard (sz. Mirra Alfassa), azért lett ismert Az Anya néven, mert Sri Aurobindo kezdte el őt így nevezni.
Mirra Alfassa Párizsban született 1878. február 21-én. A huszas éveiben Max Theonnál az okkultizmust tanulmányozta. 1914. március 29-én ment először Pondicherry-be, és 1920-ban telepedett le ott véglegesen. Sri Aurobindo egyenrangú spirituális társának és munkatársának tekintette őt. 1926. november 26. után, amikor Sri Aurobindo elvonult a világtól, az Anyára hagyta, hogy igazgassa a Sri Aurobindo Asramot, a köréjük gyűlt tanítványoknak a közösségét. Később, amikor gyerekes családok is csatlakoztak az asramhoz, létrehozta és felügyelte a Sri Aurobindo Nemzetközi Oktatási Központot, annak kísérleteivel az oktatás területén. Amikor 1950-ben Sri Aurobindo elhunyt, az Anya folytatta a spirituális munkát, irányította az Asramot, és vezette a tanítványokat.

### Auroville

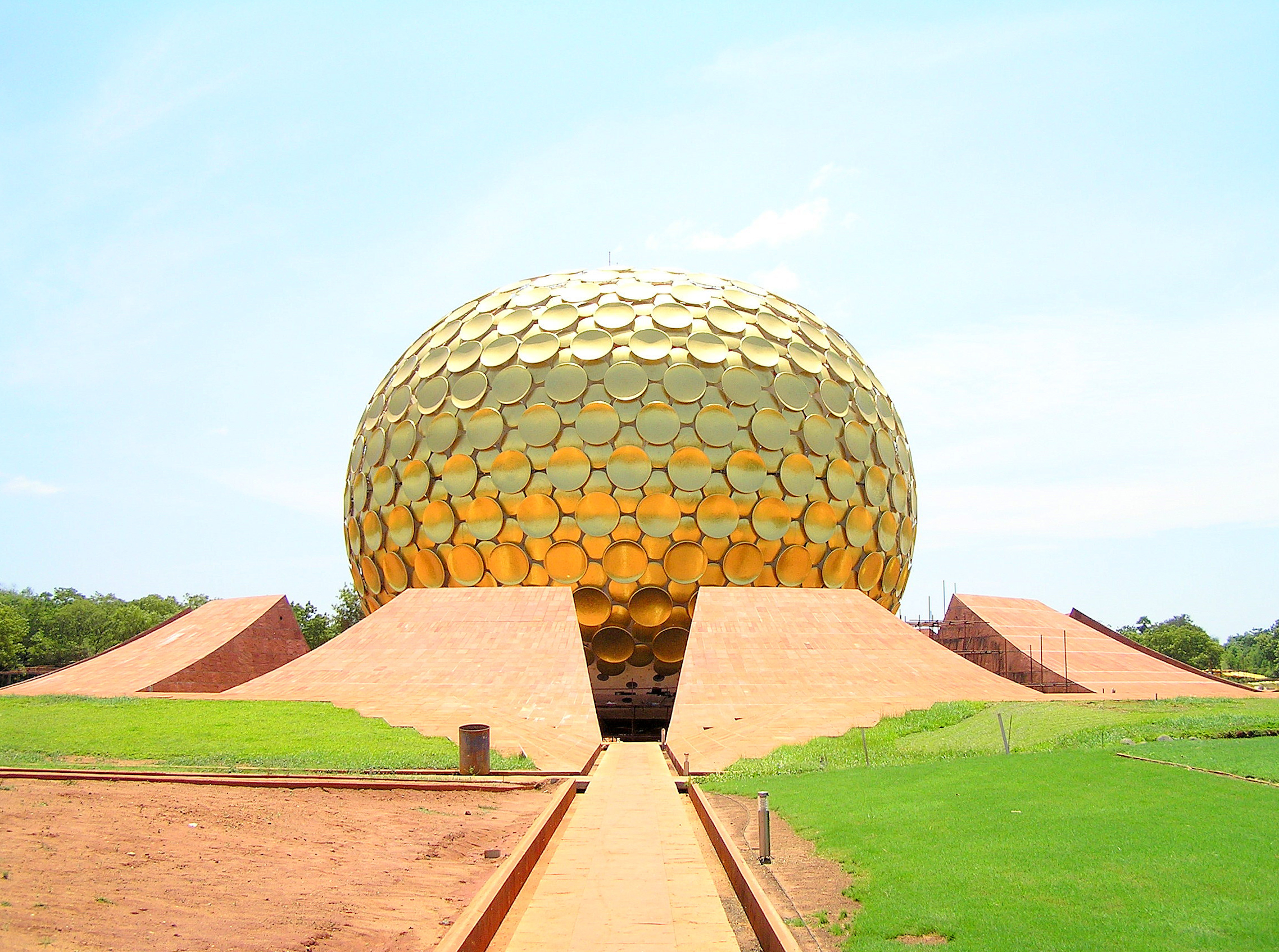
A Matrimandir, az arany fémgömb, Auroville város központjában.

Az 1960-as évek közepén az Anya személyesen irányította Auroville, egy nemzetközi város megalapítását Pondicherry közelében, amelyet olyan helynek szántak, "ahol férfiak és nők minden országból békében és folyamatosan növekvő harmóniában képesek együtt élni, felette állva minden vallásnak, politikának és nemzetiségnek." 1968-ban egy olyan ceremónia kíséretében nyitották meg ünnepélyesen, amelynek során 121 nemzet és az összes indiai állam képviselői egy marék földet helyeztek el egy urnában, közel a város központjához. Auroville továbbra is fejlődik, és jelenleg mintegy 2100 lakója van 43 országból, bár a többség indiaiakból, franciákból és németekből áll.

## Filozófiája és spirituális koncepciója
Sri Aurobindo szerint filozófiáját először az Upanisadok és a Bhagavad-gíta, majd később a Védák tanulmányozása formálta. Aurobindo a spirituális tapasztalatain keresztül próbálta meg felismerni, amit olvasott, és képes volt ezeket összehangolni. Kijelenti azt is, hogy a filozófiája nem intellektuális elvonatkoztatásoknak, következtetéseknek vagy dialektikáknak tulajdonítható, és írásainak többségének célja, magyarázatul szolgálni az olvasók értelme számára. És elmondása szerint, filozófiájának forrásai a tudat magasabb síkjairól áramoltak belé gondolatokként

### Evolúciós filozófia
Aurobindo a jógáját integrál jógának hívja. Aurobindo szerint a legtöbb jóga ösvény az emberi létezést meghaladó valóságba vezet, végcélja a szellem elérése, és ezzel elszakad a normál élettől. Aurobindo filozófiája a szellemhez való felemelkedését célozza, majd pedig a normál létezésbe való leereszkedést, hogy azt átalakítsa. Aurobindo szerint az elme az a legmagasabb kategória, amit eddig elértünk az evolúció ösvényén – de még nem még nem érte el legnagyobb hatóerejét –, és a jelenlegi elmét az igazság után kutató tudatlanságnak nevezi, de azt is kijelenti, hogy bár az ember a tudatlanságban lépked, minden emberi lényben megvan a lehetősége az isteni megnyilvánulásnak. Aurobindo azt állítja, hogy megvan a lehetőség, megnyitni magunkat a magasabb isteni tudat felé, amely feltárja igazi énünket, állandó egységben marad az istenivel, és lehoz egy magasabb rendű erőt (amit ő szupramentális erőnek nevez), amely átalakítja az elmét, az életet és a testet. A fentiek megvalósítása Aurobindo jógájának fő célja.

#### Az egyén hármas átalakulása
Sri Aurobindo azt mondja, hogy az Ember tudatlan, megosztott, ellentmondásos lénynek születik; annak az Anyagban benne rejlő eredeti tudatnélküliség (azaz tudattalanság) alkotásának, amelyből ő is kifejlődött. Ennek eredményeként – többek között – nem ismeri a Valóság természetét, beleértve ennek forrását és célját; a saját természetét, beleértve lényének részeit és egységbe rendeződését; hogy milyen célt szolgál, mik az egyéni és spirituális potenciális lehetőségei. Ráadásul az ember az életet megosztottságon és konfliktuson keresztül tapasztalja meg, beleértve a másokkal való kapcsolatát, és a szellemről és az életről alkotott megosztott nézetét.
Ahhoz, hogy felülmúlja ezeket a korlátokat, az Embernek neki kell vágni az ön-felfedezés folyamatának, amelyben feltárja Isteni természetét. E cél eléréséhez egy három lépcsős folyamatba kezd bele, amit Hármas Átalakulásnak nevez.
(1) A Pszichikai Átalakulás-A három szakasz közül az első egy befelé, a mélységekbe irányuló folyamat – távol a felszíni élettől –, amelynek csúcspontja a pszichikai lény (a fejlődő lélek) felfedezése. E tapasztalat által látja a teremtés egységét és összhangját, és életben megtapasztalt összes ellentét harmóniáját.
(2) A Spirituális Átalakulás-A pszichikai változás eredményeként az elméje kiterjed, és a tudást nem fáradságos gondolkodással tapasztalja meg, hanem fényen, intuíción, és a tudás kinyilatkoztatásán keresztül, ami a csúcspontját a szupramentális intuitív felismerésben éri el. Belép a fény a magasságokból, és elkezdi átalakítani lényének különböző részeit.
(3) A Szupramentális Átalakulás-A pszichikai és spirituális átalakulás után, a szupramentális és legradikálisabb változást viszi véghez. Ez alapvetően az elme, a szív, az érzelmek és a fizikai test teljes átalakulása.

## Szávitrí
Sri Aurobindo nem csak bonyolult metafizikai okfejtésben és fenomenológiai kategóriákban juttatta kifejezésre spirituális elgondolását és vízióját, hanem költeményben is. A Szávitrí Sri Aurobindo epikus költeménye, amely 12 könyvből és 24 000 sorból áll, egy analógia, amely a Mahábhárata 'Szávitrí és Szatjaván' történetére utal. A szereplők az evolúció folyamatán mennek át, beleértve az isteniség földre hozatalát, és spirituális átalakítását.

## Sri Aurobindo és az Anya követői
A következő szerzők/szervezők szellemi öröksége visszavezethető az Anyára és Sri Aurobindóra, vagy bizonyos mértékig kimutatható abban a hatásuk.
- Sri Chinmoy (1931-2007) 1944-ben csatlakozott a Sri Aurobindo Asramhoz. Később színdarabot írt Aurobindóról: Sri Aurobindo: A Kékség Alászáll (Descent of the Blue), és egy könyvet A Végtelen: Sri Aurobindo (Infinite: Sri Aurobindo) címmel. Sri Chinmoy író, költő, zeneszerző, festő és atléta volt, de leginkább talán a belső békével és harmóniával kapcsolatos eseményeiről (mint például koncertek, meditációk és versenyek) volt leginkább ismert.

- Nolini Kanta Gupta (1889-1983) egyike volt Sri Aurobindo legelső tanítványainak, és sokat írt filozófiáról, miszticizmusról és spirituális evolúcióról Sri Aurobindo és az Anya tanításának fényében.

- Indra Sen (1903-1994) Sri Aurobindo egy másik tanítványa volt, aki – bár Nyugaton kevésbé ismert – elsőként fejtette ki nézeteit az integrált pszichológiáról és integrált filozófiáról az 1940-es és 1950-es években. Feljegyzéseinek gyűjteménye 1986-ban jelent meg Integrált Pszichológia címmel.

- Sri Anirvan (1896-1978) bengálira fordította "Az Isteni Élet"-et és a "Szávitrí"-t.

- Satprem (1923-2007) francia szerző volt, és az Anya egyik jelentős tanítványa, aki kiadta az Anya Naplójá-t (szerk. 1982.), Sri Aurobindo, a Tudatosság Kalandjá-t (2000), és még több más művet.

- Pavitra (1894-1969) Egyike volt Sri Aurobindo és az Anya legkorábbi tanítványainak. Egy nagyon érdekes emlékiratokat (Conversations avec Pavitra) hagyott hátra Sri Aurobindóval és az Anyával folytatott beszélgetéseiről 1925-ben és 1926-ban.

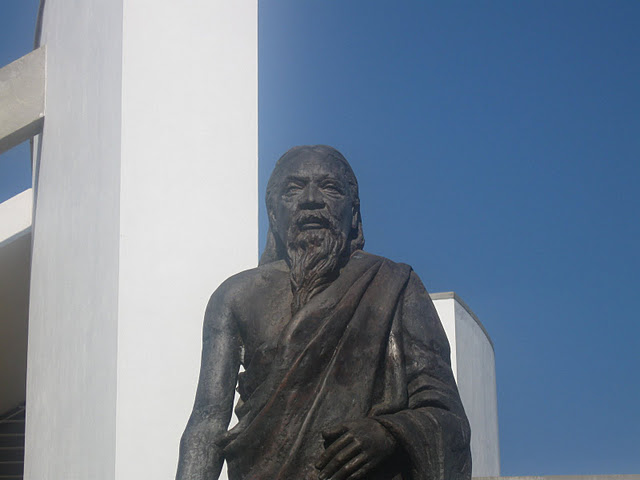
A statue of Sri Aurobindo

## Hatása
Sri Aurobindo hatása széleskörű volt. Indiában S. K. Maitra, Anilbaran Roy és D. P. Chattopadhyaya látta el magyarázattal Sri Aurobindo's munkáit.
Olyan írók, mint a vallástörténész Mircea Eliade, a filozófus és misztikus Paul Brunton, illetve a hagyományos létszemlélet egyik kiemelkedő szerzője Rene Guenon, mind az indiai spirituális tradíció autentikus képviselőjének tekintették őt.
Ken Wilber, amerikai filozófus "India legnagyobb filozófus bölcse"-ként emlékezett meg Aurobindóról, és annak kulcsfontosságú elképzeléseit integrálta más spirituális tradíciókkal a modern intellektuális irányzatokba, bár interpretációit kritizálta Rod Hemsell és mások is.

## Idézetek
Jógám célja egy belső ön-fejlődés, amelyen keresztül mindenki, aki azt követi, idővel fel tudja fedezni mindenben az Egyetlen Ént, és ki tud fejleszteni egy magasabb rendű tudatot, mint a mentális - egy spirituális és szupramentális tudatot, ami át fogja alakítani és istenivé fogja tenni az emberi természetet.

## Művei
Aurobindo egyike volt az első indiaiknak, akik angolul hoztak létre irodalmi életművet.

### Sri Aurobindo könyvei angol nyelven
- Bases of Yoga, Lotus Press, Twin Lakes, Wisconsin ISBN 0-941524-77-9
- Bhagavad Gita and Its Message, Lotus Press, Twin Lakes, Wisconsin ISBN 0-941524-78-7
- Dictionary of Sri Aurobindo's Yoga, (compiled by M.P. Pandit), Lotus Press, Twin Lakes, Wisconsin ISBN 0-941524-74-4
- Essays on the Gita, Lotus Press, Twin Lakes, Wisconsin ISBN 0-914955-18-7
- The Future Evolution of Man, Lotus Press, Twin Lakes, Wisconsin ISBN 0-940985-55-1
- The Human Cycle: The Psychology of Social Development, Lotus Press, Twin Lakes, Wisconsin ISBN 0-914955-44-6
- Hymns to the Mystic Fire, Lotus Press, Twin Lakes, Wisconsin ISBN 0-914955-22-5
- The Ideal of Human Unity, Lotus Press, Twin Lakes, Wisconsin ISBN 0-914955-43-8
- The Integral Yoga: Sri Aurobindo's Teaching and Method of Practice, Lotus Press, Twin Lakes, Wisconsin ISBN 0-941524-76-0
- The Life Divine, Lotus Press, Twin Lakes, Wisconsin ISBN 0-941524-61-2
- The Mind of Light, Lotus Press, Twin Lakes, Wisconsin ISBN 0-940985-70-5
- The Mother, Lotus Press, Twin Lakes, Wisconsin ISBN 0-941524-79-5
- Rebirth and Karma, Lotus Press, Twin Lakes, Wisconsin ISBN 0-941524-63-9
- Savitri: A Legend and a Symbol, Lotus Press, Twin Lakes, Wisconsin ISBN 0-941524-80-9
- Secret of the Veda, Lotus Press, Twin Lakes, Wisconsin ISBN 0-914955-19-5
- Sri Aurobindo Primary Works Set 12 vol. US Edition, Lotus Press, Twin Lakes, Wisconsin ISBN 0-941524-93-0
- Sri Aurobindo Selected Writings Software CD ROM, Lotus Press, Twin Lakes, Wisconsin ISBN 0-914955-88-8
- The Synthesis of Yoga, Lotus Press, Twin Lakes, Wisconsin ISBN 0-941524-65-5
- The Upanishads, Lotus Press, Twin Lakes, Wisconsin ISBN 0-914955-23-3
- Vedic Symbolism, Lotus Press, Twin Lakes, Wisconsin ISBN 0-941524-30-2
- The Essential Aurobindo - Writings of Sri Aurobindo ISBN 978-0-9701097-2-9
- The Powers Within, Lotus Press. ISBN 978-0-941524-96-4
- Human Cycle, Ideal of Human Unity, War and Self Determination by Aurobindo, Lotus Press. ISBN 81-7058-014-5
- Hour of God by Sri Aurobindo, Lotus Press. ISBN 81-7058-217-2

## Magyarul
- Az Anya; ford. Coty Georgette; Sri Aurobindo Ashram Publications Department, Pondicherry, 1983
- A lélek fejlődése – az átlényegülés pszichológiája. Gyakorlati jóga pszichológia. Válogatások Sri Aurobindo és Sri Devi műveiből; összeáll., bev. A. S. Dalal, ford. Berki Éva; Danvantara, Budapest, 2013
- Személyiségeink. Egók, (h)arcok, álarcok. Gyakorlati jóga pszichológia. Válogatások Sri Aurobindo és Sri Devi műveiből Archiválva 2021. január 22-i dátummal a Wayback Machine-ben; összeáll., bev. A. S. Dalal, ford. Berki Éva; Danvantara, Budapest, 2013
- Ébredő tudatosság. A belső fejlődés pszichológiája. Gyakorlati jóga pszichológia. Válogatások Sri Aurobindo és Mother műveiből; összeáll., bev. A. S. Dalal, ford. Berki Éva; Danvantara, Budapest, 2015
- Integrál jóga. Sri Aurobindo tanítása és gyakorlati módszere; ford. Berki Éva; Danvantara, Budapest, 2018
- Reinkarnáció. Az újjászületés problematikája Archiválva 2021. január 21-i dátummal a Wayback Machine-ben; ford. Berki Éva; Danvantara, Budapest, 2019
- Isten órája Archiválva 2021. január 22-i dátummal a Wayback Machine-ben; ford. Berki Éva; Danvantara, Budapest, 2019
- A Jóga alapjai; ford. Milisits Tamás; Madal Bal Kft.; Budapest, 2020
- Az Anya; ford. Milisits Tamás; Madal Bal Kft.; Budapest, 2020
- Gondolatok és felvillanások; ford. Milisits Tamás; Madal Bal Kft.; Budapest, 2020
- Gondolatok és aforizmák; ford. Milisits Tamás; Madal Bal Kft.; Budapest, 2020
- A jóga elemei; ford. Milisits Tamás Dambholi; Madal Bal, Budapest, 2020
- Meditáció; Sri Aurobindo és Anya írásaiból összeáll. Vijay; AZ Van, Bp., 2021
- Személyiségeink. Egók, (h)arcok, álarcok. Gyakorlati jógapszichológia; összeáll., bev. A. S. Dalal, ford. Berki Éva; Danvantara, Bp., 2021
- A jóga szintézise; Brahmana Misszió, Bp., 2022
- A védák titka. A belső fény feltárulásának útja; ford. Berki Éva; Danvantara–Brahmana Misszió, Bp., 2022
- Álomjóga. Szvapna szádhana; ford. Berki Éva; Danvantara, Bp., 2022
- Avatár. Isteni alászállás. Emberi felemelkedés; ford. Berki Éva; Danvantara, Bp., 2022
- Esszék a tantráról, a nőről és a természetfeletti emberről; szerk. Bakos Attila, ford. Berki Éva; Danvantara, Bp., 2023